# Jan van Os

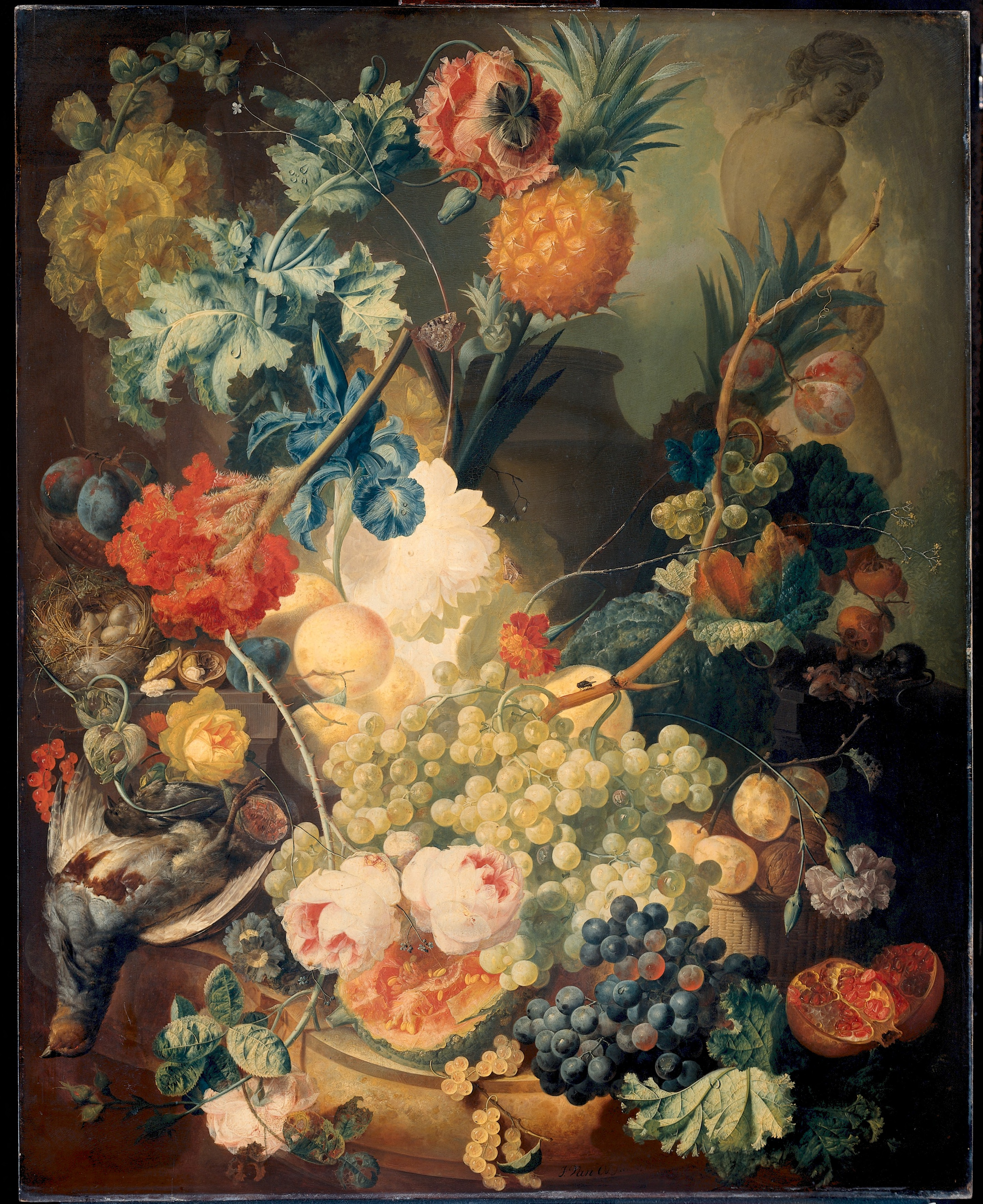
Stillleben mit Blumen, Früchten und Geflügel

Jan van Os (* 23. Februar 1744 in Middelharnis; † 7. Februar 1808 in Den Haag) war ein niederländischer Blumenmaler. Er schrieb auch Gedichte und Theaterstücke.
Jan van Os war der Urahn einer niederländischen Künstlerfamilie. Dazu gehörten seine Söhne, die Maler Pieter Gerardus van Os (1776–1839) und Georgius Jacobus Johannes van Os (1782–1861), seine Tochter Maria Margaretha van Os (1780–1862) und sein Enkel Pieter Frederik van Os (1808–1892).
Jan van Os zog in jungen Jahren nach Den Haag, wo er bei Aert Schouman (1710–1792) studierte. 1773 wurde er als Mitglied der Künstlervereinigung „Confrérie Pictura“ in Den Haag registriert. Der Maler Hendrik Pothoven (1725–1807) schuf sein Porträt.
Am 17. September 1775 heiratete er die taubstumme Porträtmalerin Susanna de la Croix, eine Tochter des ebenfalls taubstummen Malers Pieter Frederik de la Croix. Sie hatten sieben Kinder, von denen 3 Söhne und 1 Tochter das Erwachsenenalter erreichten.
Jan van Os malte zunächst Seestücke, wurde jedoch durch seine Stillleben mit Blumen und Früchten im Stil von Jan van Huysum bekannt, mit denen er sich international einen Namen machte. Seine Arbeiten wurden in England, Frankreich und Deutschland ausgestellt.
Er erteilte seinen Kindern und der Freundin von Maria Margaretha, Petronella van Woensel (1785–1835), Malunterricht.